# Чишки (Яворовский район)
Чишки (укр. Чишки) — село в Мостисской городской общине Яворовского района Львовской области Украины.
Население по переписи 2001 года составляло 537 человек, по данным 2021 года составляло 473 человека. Занимает площадь 0,827 км².
В селе родился польский писатель Станислав Яшовский (1803—1842).
Почтовый индекс — 81360. Телефонный код — 3234.